# Federsteg

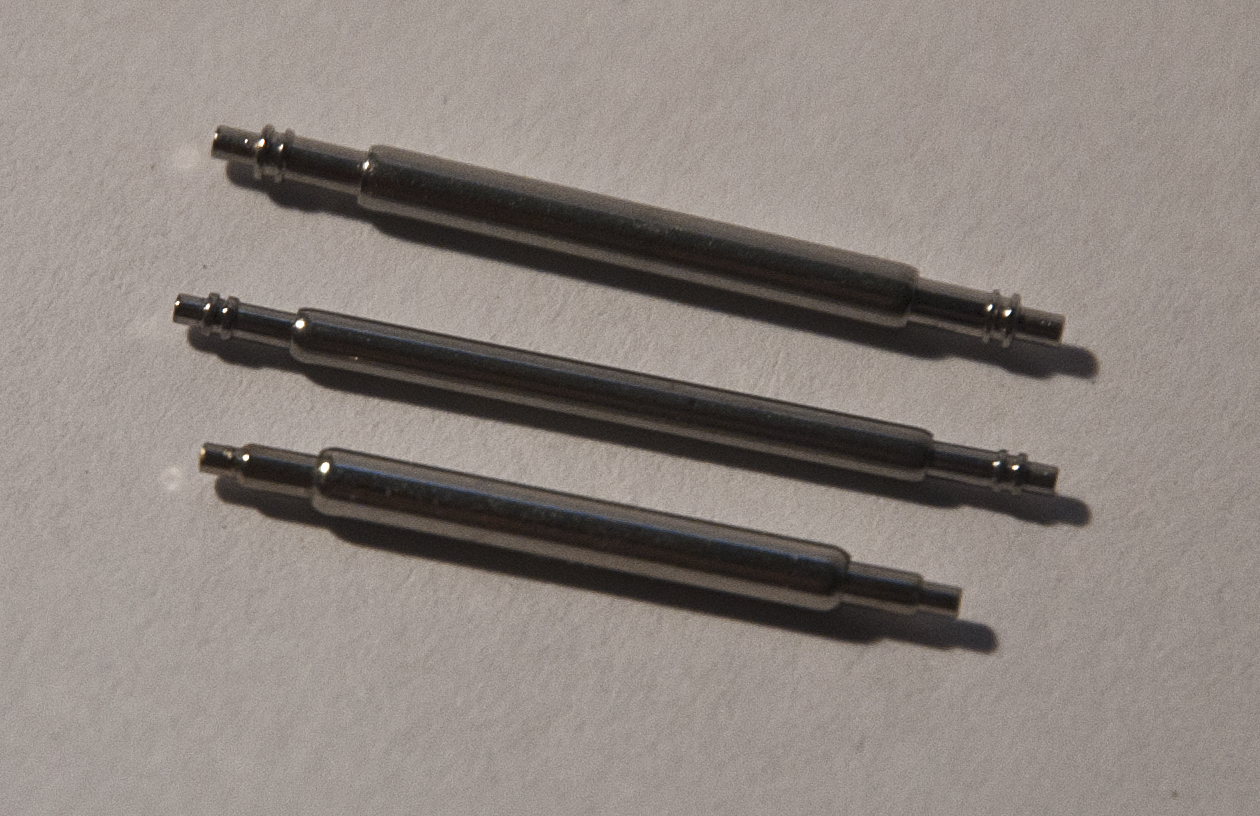
Verschiedene Federstege

Ein Federsteg (umgangssprachlich Federstift) ist eine kleine Achse mit gefederten Zapfen zur Befestigung des Armbands an den Bandanstößen (synonym Hörner) des Uhrengehäuses einer Armbanduhr.

## Geschichte und Typen
Während Armbanduhrgehäuse bis in die 1950er Jahre meist feste Stege besaßen, was die Verwendung spezieller, an den Enden offene Bänder erforderte, hat sich heute die Befestigung mittels Federstegen durchgesetzt. Je nach Uhrgröße gibt es Federstege von 6 bis (mittlerweile) 40 mm Länge, außerdem gibt es verschiedene Durchmesser. Federstege sind in der Regel gerade, es gibt jedoch auch solche in gebogener Form. Da gebogene Federstege jedoch nur selten benötigt werden, können zwecks Verringerung der Lagerhaltung in Fachgeschäft und Werkstatt gebogene Federstege bei Bedarf mit einem speziellen Biegewerkzeug aus geraden Stegen angefertigt werden.

## Aufbau und Funktion
Der Federsteg besteht aus einem Röhrchen, in dessen Innerem sich eine Feder befindet. An beiden Enden des Röhrchens sind Zapfen eingesetzt. Im Ruhezustand ragen die Zapfen aus dem Röhrchen. Beide Zapfen lassen sich in das Röhrchen eindrücken, gelangen jedoch durch die Federkraft wieder in ihre Ausgangsstellung.

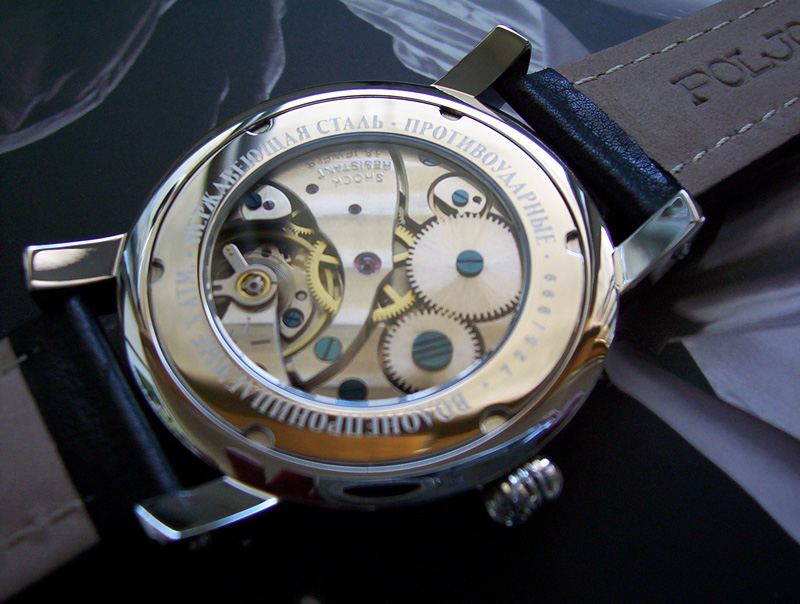
In beide Enden des Armbands sind (auf dem Bild nicht sichtbar) Federstege zwischen die silberfarbenen Bandanschläge des Uhrengehäuses eingeschoben.

Für Nachbestellungen wird der Abstand zwischen den Bandanstößen (Bandanschlägen) des Uhrengehäuses und der Durchmesser des alten Röhrchens des Federstegs in Millimetern gemessen.
Zur Befestigung des Armbandes an der Uhr wird der Federsteg in die Schlaufe am Ende des Armbandes eingeschoben. In den Bandanstößen des Uhrengehäuses befinden sich Bohrungen (als Sacklöcher oder auch durchgehend). Der erste Zapfen wird in eines der Löcher eingeführt. Der zweite Zapfen wird nun mittels des Federstegbestecks in den Federsteg gedrückt und in die richtige Position am gegenüberliegenden Loch des Uhrengehäuses gebracht. Beim Abziehen des Federstegbestecks schnappt der Zapfen in das Loch.
Außer den konventionellen Federstegen, die in der Regel zur Befestigung von Armbändern am Uhrgehäuse dienen, gibt es noch verschiedene Sonderbauarten, z. T. für Metallbänder und Schließen, wie Schlossstege mit kurzen Zapfen, mit extra dicken Zapfen, Federstege ohne Ansatz, mit Negativ-Zapfen, mit seitlichem Betätigungsstift usw.
Häufig verwendete Materialien sind neben dem heute üblicherweise verwendeten Edelstahl auch Messing und Neusilber.